# Raouf Benabid
Pour les articles homonymes, voir Benabid.
Raouf Benabid (en arabe : رؤوف بن عبيد), né le 3 août 1985, est un nageur algérien.

## Carrière
Raouf Benabid est médaillé de bronze du 400 mètres quatre nages aux Jeux méditerranéens de 2001 à Tunis.
Il est ensuite médaillé d'argent du 400 mètres quatre nages aux Championnats d'Afrique de natation 2002 à Dakar.
Il participe aux Jeux olympiques d'été de 2004 à Athènes, où il est éliminé en séries du 200 mètres quatre nages.
Il est licencié au Cercle des nageurs de Marseille.